# Кругле озеро (Одеська область)
Кругле озеро — озеро в Одеській області України, розташоване на півдні країни, за 400 км на південь від Києва. Кругле озеро розташоване на висоті 6 метрів над рівнем моря. Займає площу 0,40 квадратних кілометрів. Найвища точка має висоту 116 метрів і знаходиться за 5,7 км на південний захід від Круглого озера. Кругле озеро оточене змішаним лісом. Протяжність із півночі на південь — 1,2 км, зі сходу на захід — 0,8 км.

## Клімат
Клімат континентальний. Середня температура 11 °C. Найспекотніший місяць — липень, температура 24°C, найхолодніший — січень, температура -5°C. Середня кількість опадів становить 750 міліметрів на рік. Найвологіший місяць – січень, випадає 133 міліметри опадів, а найсухіший – березень, де випадає 30 міліметрів.